# Struan Stevenson
Struan Stevenson (født 4. april 1948) var 1999-2014 britisk medlem af Europa-Parlamentet, valgt for Konservative Parti (UK) (indgår i parlamentsgruppen ECR).